# Padre Joseph Alexander MacDonald
Padre Joseph Alexander MacDonald (1908-1967) fue un profesor universitario canadiense, sacerdote, y activista comunitario que ayudó al movimiento cooperativista a ser lo que es hoy tanto en su ciudad natal de Nueva Escocia como en la isla de Puerto Rico donde murió el 5 de octubre de 1967.

## Orígenes  de su trabajo cooperativo
Nació en Nueva Escocia (Canadá) donde se desempeñó como sacerdote católico y educador desde temprana edad.  Su gran humanismo y capacidad de empatía lo llevaron a ser uno de los visionarios que concibió el Movimiento Social de Antigonish, originado en la Universidad San Francisco de Javier como una escuela para y con el pueblo que fomentaba el cooperativismo y el desarrollo de la sociedad rural.

## Influencia en Puerto Rico
En la primera mitad de la década de los cuarenta, Ana María O’Neill, profesora de cooperativismo y filosofía en la Universidad de Puerto Rico, viajó a Canadá para estudiar el movimiento. A su regreso decidió invitar al Monseñor Moses Coaday a que visitase la isla, pero este no pudo aceptar la invitación debido a su estado de salud.  En su lugar, envió al Padre Macdonald, quien en los veranos de 1945 y 1946 ofreció cursos en la Universidad de Puerto Rico y que atrajeron a varios líderes comunitarios, entre ellos Luis Muñoz Marín, el entonces presidente del senado. A consecuencia de estos cursos se creó una comisión de legisladores para que viajase a Nueva Escocia y estudiase el modelo cooperativo, estudio que luego resultó en sugerencias que formaron la base de la creación de la Ley 291 (Ley General de Sociedades Cooperativas).
En el 1956, Macdonald se mudó permanentemente a Puerto Rico y funcionó como asesor de la Liga de Cooperativismo desde sus inicios. 
Legado
Durante su estadía en la isla, Macdonald escribió dos libros: Sinopsis of the Lecture publicado por el Colegio de Agricultura de Puerto Rico en el 1946, y Antigonish and Puerto Rico publicado por el Cooperative League of Puerto Rico en el 1962. Hoy día se recuerda como uno de los precursores del sistema cooperativista puertorriqueño.